# Йосиф Соколски
Йосиф Соколски е известен български църковен деятел от епохата преди Освобождението, основател на Соколския манастир. Йосиф играе видна роля при подписването на Унията с Римокатолическата църква през 1860 – 1861 г. и е апостолически викарий на Българския апостолически викариат. През юни 1861 г. заминава от Цариград за Одеса (има хипотеза и че е отвлечен) и до смъртта си през 1879 г. служи в Киево-Печорската лавра, без да получи разрешение да се завърне в България въпреки постъпките му.

## Биография

### Младежки години
Роден е като Тодор Петрович в село Нова махала, днес квартал в Габрово около 1786 година в семейство на православни християни, баща му бил дървар-въглищар. Според В. Друмев, произхожда от „здрав балканджийски род“ Иван ходел често с баща си в гората, за да му помага, тъй като бил единственото момче в семейството. Там едва не бил погубен от кърджалии. На четмо и писмо вероятно е бил научен от селския свещеник, а според други сведения това е станало в сопотското килийно училище. На 9 години успява да се спаси от потурчване.
През детските си години се проявява като „буйно момче и мразел турците“. Според някои автори, като Теплов и Георги Раковски, преди да се покалугери, Йосиф Соколски е бил хайдутин в Габровския Балкан. Според неговия биограф Станимир Станимиров, както и според д-р Петър Цончев, това не би могло да е вярно.
Според думите на йеромонах Йосиф, игумен на Габровския манастир,
| „ | Решението на Йосиф Соколски да напусне Троянски манастир и да се установи в Габрово, за да основе манастир тук, било взето, когато монасите в Троянския манастир се разделили на 2 еднакво силни партии и при избор на заместник на починалия игумен не могли да дойдат до съгласие. | “ |

Около 1802 г. става послушник в Троянския манастир, където приема монашество през 1806 г. и е ръкоположен за архимандрит, през 1815 година. Посещава Света гора (Атон) през 20-те години на XIX век, откъдето донесъл ръкописа на „Габровски сборник“, в който е описано житието на свети Онуфрий Габровски. На 1 май 1826 г. става игумен на Калоферския мъжки манастир. Както пише д-р Петър Цончев,
| „ | Това става ясно от една негова бележка на първия празен лист от книгата „Священное цветособрание или сто и четыре священны истории от Гибнера“ на Будин, 1824 г. Тази книга се намира в Габрово, в библиотеката на покойния свещеник Васил Михов, който е бил сродник на Йосиф Соколски и негово духовно чедо. | “ |

Огненият му дух се проявява и под расото. Той многократно влиза в конфликт с различни представители на властта – с чорбаджиите от Гложен и Троян; с аянина от Ловеч и пр. Спасява от насилствено потурчване няколко български девойки. В манастира се открива и (ново) килийно училище, а за преподавател е повикан Неофит Бозвели

### Основаване на Соколския манастир и Габровския девически манастир
През 1832 г., вече като архимандрит, Йосиф Соколски пристига от Троянския манастир в Габрово, за да построи девически манастир на местността Сокола (над с. Етъра, Габровско, сега квартал на Габрово). Жителите на с. Етъра така наричали скалата и хълма и манастирът приема това име, както и до днес е известен – Соколски манастир. Не е известно точно откога архимандрит Йосиф приема фамилното име Соколски. Соколският манастир през 1856 дава прибежище на четата на Н.Филиповски. Все в същият манастир по негова иницитива през 1836 г. към манастира се създава и девическо училище, в което учителствали дяконът на манастира Иларион, който преподавал псалтика (специално изпратен да я изучи в Търново); за кратко време тук е преподавал известният народен будител Неофит Бозвели. Там учели 5 момчета, които на славянобългарски език са изучавали граматика, аритметика, география, писмовник и свещеното писание.
В края на 1830-те години Йосиф Соколски прави постъпки да основе в Габрово девически манастир „Свето благовещение“. През 1839 г. получава нужния ферман. Най-напред са построени килиите (1840 – 1842), а самата църква е довършена през 1846 г.

Благодарение на своя „твърд характер на постник и въздържател, както и на внушителната му фигура“, Йосиф Соколски успява да основе двата манастира. Както пише д-р Петър Цончев, 
| „ | За неуморната му дейност по събиране средства за тяхното изграждане, разширяване и разхубавяване той спечелва почитта и уважението на всички габровци. | “ |

Архимандрит Йосиф Соколски изпъква и като радетел за българската просвета. Макар сам да е бил малко грамотен, той ценял учението и съзнавал неговото значение.
След като Неофит Бозвели напуска манастира, училището замира поради липса на учител. Архимандрит Йосиф Соколски въпреки това решава да открие истинско духовно (богословско)училище за свещеници и за монаси. През март 1847 г. успява да изходатайства от Търновския митрополит Атанасий пантахуза (разрешение) за събиране на помощи от епархията, като събраната сума щяла да отиде „за доизкарване и украса на манастира“ и за училището, което щял да открие за свещеници и монаси. Поради липса на средства не успява да осъществи замисленото. Според други сведения упоритата фанариотска съпротива проваля замисленото начинание. До края на дните си милеел за манастира и не преставал да пише от Киевско-Печорската лавра на габровските първенци и еснафи да се трудят за него.

### Опит за въстание в Габрово
През 1856 година покрай избухналата Кримска война се надява да вдигне въстание в родния си край. За сътрудничеството си с бунтовниците е изправен пред съда в Търново където той наивно се опрадава с думите Тоягите им бяха пробити, а срещу пробити тояги не се стои. Вие да бяхте на мое место, не хлеб, а хоро щяхте да играете

### Уния с Римокатолическата църква
През 1856 възнамерява да отпътува за Русия, откъдето да търси материално финансиране за своя манастир. По пътя се отбива в Цариград и е привлечен в униатската партия на Драган Цанков През 1860 г. сред църковните среди се засилва борбата за независимост на българската православна църква от гръцкия патриарх. В същото време сред българите в Цариград се засилва движението за уния с Римокатолическата църква като алтернатива на подчинението на българската църква на гръцката патриаршия. Сред поддръжниците на това движение са Драган Цанков и д-р Георги В. Миркович.
Йосиф Соколски е привърженик на идеята за независимост на българската църква. Същевременно е привлечен и към движението за уния, вероятно от габровеца Никола Сапунов, който е сред най-ревностните пропагандатори за унията в Цариград, а според някои изследователи не бива да се подценява и склонността му към авантюризъм. През ноември 1860 г. архимандрит Йосиф Соколски заминава за Цариград. След пристигането си там на 18 декември 1860 г. се включва като член на делегацията начело с Драган Цанков, Георги Миркович и архимандрит Макарий, която отива при тамошния католически архиепископ Паоло Брюнони с молба да представи пред папа Пий IX желанието им да възобнови българската народна и каноническа йерархия. Йосиф Соколски е избран като най-подходящо лице, което да бъде ръкоположено от папата за български патриарх.
На 15 март 1861 г. Йосиф Соколски, заедно с дякон Рафаил Попдобрев, Драган Цанков и Георги Миркович заминават с параход за Италия. На 22 март пристигат в Рим, а на 26 март са приети на аудиенция при папата. На 2 април 1861 г. в Сикстинската капела Йосиф е ръкоположен от папа Пий IX в архиепископски сан и обявен за апостолски наместник на съединените българи. Според някои сведения на срещата с папата той проявява своя балканджийски нрав (интересува се кога ще бъде признат за патриарх, разказва спомени за живота си като хайдутин и пр.).
Руската дипломация е силно обезпокоена от унията, като вижда в нея заплаха за влиянието на Русия върху българската православна църква и върху българското население в Османската империя. Н. Игнатиев се опитва да „вразуми“ Д.Цанков, но той е неумолим.
Според общественика и изследовател на Габровския край д-р П. Цончев скоро след това Йосиф Соколски се разкайва за отстъплението си от православието и напуска Цариград с руския параход „Елбрус“ на 6 юни 1861 г., отпътувайки за Одеса заедно с П. Р. Славейков. Католическата църква в България поддържа различна версия за това събитие: архиепископ Йосиф не е напуснал доброволно Цариград, а е отвлечен. Те считат, че руският посланик в Цариград, княз Лобанов, решава да отвлече архиепископ Йосиф Соколски от Цариград. Това става със съдействието на Найден Геров и Петко Р. Славейков, които го подмамват да разгледа парахода „Елбрус“ докато чакат за среща с български владици. Внезапно параходът отплува за Одеса и отвлича Соколски в Русия. Въпреки че има неясноти около това отвличане, Ив. Софранов и М. Радивоев поддържат тази версия, а впоследствие тя е изследвана и от множество бележити историци.
До края на живота си Йосиф Соколски се подписва като „архиепископ“.

### Последни години в Киевско-Печорската лавра
След пристигането си в Одеса Йосиф Соколски е настанен в дома на габровеца Васил (Василий) Рашеев. След кратък престой отпътува за Киев, където след кратък престой в дома на Никола Тошков се установява в манастира Киевско-Печорска лавра. В монашеската обител е поставен под строг контрол, кореспонденцията му се следи, забранено му е да напуска територията на манастира Съществуват сведения, че е искал да се върне в православието, но му е било отказано.
През 1861 г. на 2 пъти участва в служба в църквата на лаврата, след което повече не му се разрешава участие в служби. През 1862 г. му се отпуска руска държавна пенсия в размер 700 рубли годишно, увеличена на 1000 рубли през 1868 г.
През 1862 г. Йосиф Соколски моли да му бъде отпуснато място близо до манастира Китаевска пустиня, подчинен на лаврата, но разположен на брега на р. Днепър недалеч от Киев. Молбата му е удовлетворена и там той засажда лозе с помощта на бесарабски българин, който живеел в Киев. Там скоро е построена и малка къщичка, като мястото нарекли Болгарский хутор (Български чифлик). През 1869 г. там е построена и малка църква (параклис) „Св. Кирил и Методий“.
След полското въстание в 1863 г. възниква конфликт между руското правителство и папа Пий IX, поради което всички католически епископи са изгонени от Русия (тогава по-голямата част от днешна Полша е в границите на Руската империя). Много селища от епархия Холм остават без свещеници, тъй като нямало кой да ръкополага нови католически свещеници. С разрешение на император Александър II архиепископ Йосиф Соколски е изпращан в Холм да ръкополага свещеници през януари и ноември 1872 г., октомври и ноември 1873 г. и ноември 1874 г., като ръкоположил общо 72 свещеници.
През всичките години, прекарани в Русия, Йосиф Соколски многократно подава писмени молби да му бъде разрешено завръщане в България. След 1878 г. отново подновява тези молби, но му е отказано.
Максим Пловдивски пише:
| „ | Аз бях близък до дяда Соколски, много му се искаше да си дойде в България, като се освободи, за да умре на манастира (Соколския), за което правил постъпки, но не го пуснаха. Моли ме да му пиша писмо до дяда Климента в Търново, да му разреши да се прибере в Соколския манастир. Горкият старец, често пееше стари български песни, макар и да казваше, че бил на сто и десет години. | “ |

Архиепископ Йосиф Соколски умира на 30 септември 1879 година. Погребан е в Киевско-Печорската лавра в Киев.

## Памет
На Йосиф Соколски е наречена улица в квартал „Васил Левски“ в София (Карта), а също и в Габрово [Йосиф Соколски#map=19/42.86158/25.32565]